# Decatur (Nueva York)
Decatur es un pueblo ubicado en el condado de Otsego en el estado estadounidense de Nueva York. En el año 2000 tenía una población de 410 habitantes y una densidad poblacional de 7.7 personas por km².

## Geografía
Decatur se encuentra ubicado en las coordenadas 42°40′13″N 74°42′4″O / 42.67028, -74.70111.

## Demografía
Según la Oficina del Censo en 2000 los ingresos medios por hogar en la localidad eran de $29,896 y los ingresos medios por familia eran $38,125. Los hombres tenían unos ingresos medios de $29,219 frente a los $21,458 para las mujeres. La renta per cápita para la localidad era de $16,541. Alrededor del 4.4% de la población estaban por debajo del umbral de pobreza.